# USB-Stick

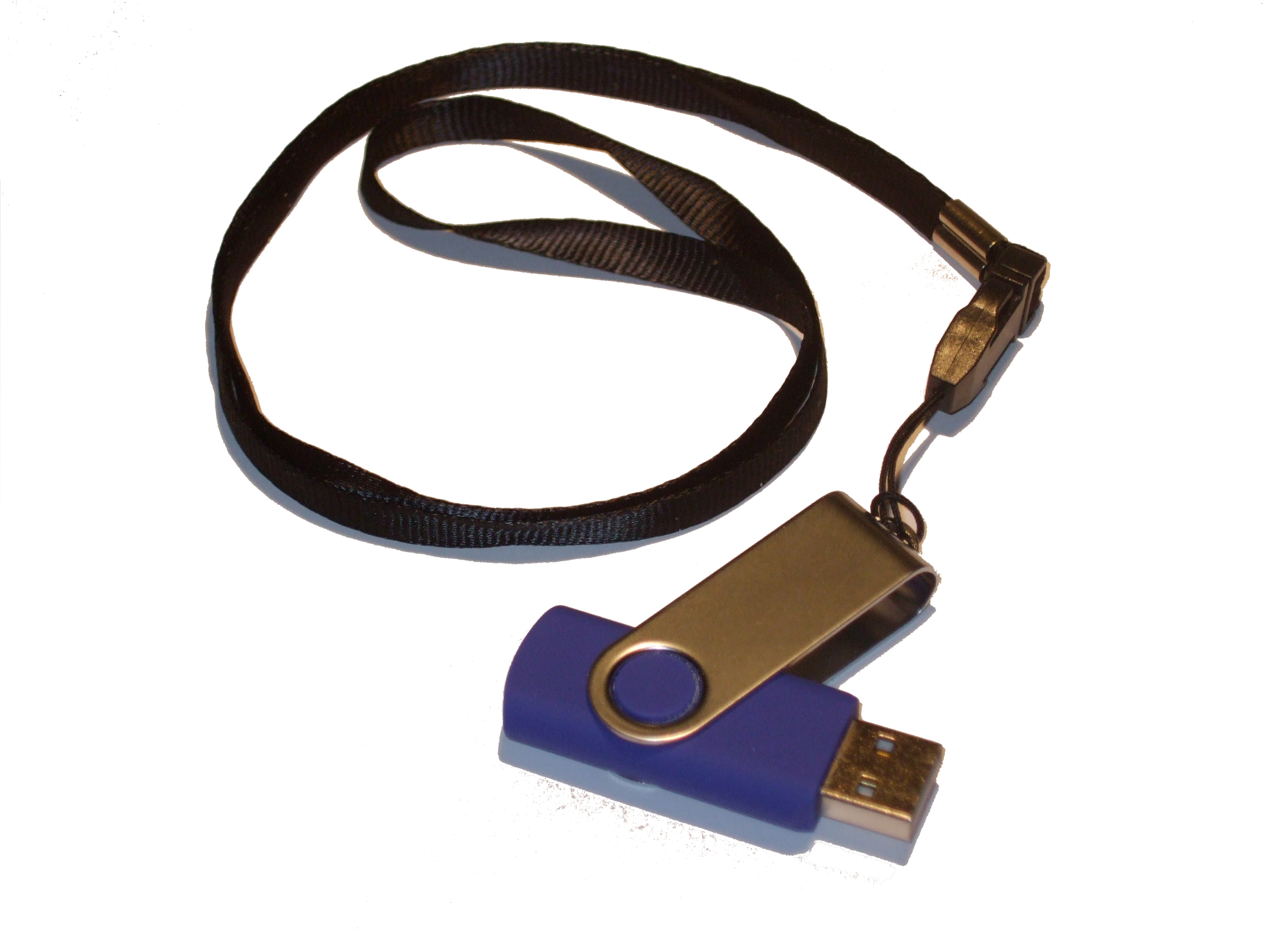
Häufigste Anwendung ist der USB-Speicherstick

Ein USB-Stick (englisch stick ‚Stab, Stock‘) bezeichnet allgemein ein kompakt gebautes elektronisches Gerät, das über den Universal Serial Bus (USB) mit einem anderen Gerät, beispielsweise einem PC, verbunden wird. Dabei sind der USB-Stecker (meist Typ A) und das Gehäuse direkt miteinander verbunden und bilden eine mechanische Einheit ohne verbindendes Kabel. Im Speziellen bezeichnet USB-Stick die häufigste Ausprägung des Gerätes, den USB-Speicherstick.
Der israelische Ingenieur Dov Moran gilt als Erfinder des USB-Sticks, den er mit seiner Firma M-Systems entwickelte. Ende 2006 wurde M-Systems für 1,6 Milliarden US-Dollar an die SanDisk Corp. verkauft.
Die Miniaturisierung der USB-Sticks geht seit etwa 2010 so weit, dass der ursprüngliche Stick auf eine Platine reduziert werden kann, die vollständig in einen USB-Anschluss eingeschoben werden kann. Die meisten Geräte sind jedoch aus Gründen der Handhabung entweder etwas länger gestaltet oder besitzen die Form eines USB-Steckers mit kurzem Griff, um das Verlustrisiko zu verringern.

## Anwendungen
Eine der häufigsten Anwendungen des USB-Sticks sind USB-Speichersticks (kurz „USB-Sticks“), eine Form der USB-Massenspeicher. Diese Wechseldatenträger nutzen Flash-Speicher zur Speicherung der Daten.
Verfügbar sind auch kleine Speicherkartenleser, die häufig als „Adapter“ für Speicherkarten oder als Speichersticks mit austauschbarem bzw. erweiterbarem Speicher vermarktet werden.
Ein weiterer großer Anwendungsbereich sind Adapter für den drahtlosen Datenaustausch. Hier wird eine Vielzahl unterschiedlicher Protokolle und Standards unterstützt. Zu nennen sind vor allem Adapter für den Anschluss an ein lokales Funknetzwerk („Wireless-Adapter, WLAN-Stick“) oder für den Internetanschluss über das Mobilfunknetz („UMTS-Stick“, siehe UMTS-Modem). Darüber hinaus existieren Adapter für den Datenaustausch über kurze Distanz per Infrarot (z. B. IrDA) oder Bluetooth bis hin zu einfachen Empfängern für drahtlose Mäuse und Tastaturen.
Sonstige Anwendungen sind Empfangsgeräte für digitalen Rundfunk (z. B. DVB-T-Stick) sowie kompakte Geräte zur Datenkonvertierung, beispielsweise zur Konvertierung von analogen Video- und Audio-Signalen. Neben universell einsetzbaren Speichergeräten existieren auch Geräte, die den eingebauten Datenspeicher nur intern nutzen. Dazu zählen Kopierschutzstecker (Dongle), Geräte zum Identitäts- und Altersnachweis für den Jugendschutz oder Security-Tokens (z. B. SecurID). Weiterhin gibt es Datenaufzeichnungsgeräte (Datenlogger) für unterschiedliche physikalische Parameter wie Temperatur, relative Luftfeuchtigkeit, Taupunkt und GPS-gestützte Geräte zur Protokollierung des Standortes (GNSS-Logger).
Aufgrund des stetig sinkenden Preises werden USB-Sticks mittlerweile auch als Werbemittel eingesetzt, indem sie z. B. in Form von Kfz-Schlüsseln mit aufgespielten Werbevideos, technischen Daten und Bildergalerien der angepriesenen Waren an potentielle Kunden als Werbeartikel abgegeben werden.

Verschiedene Sticks
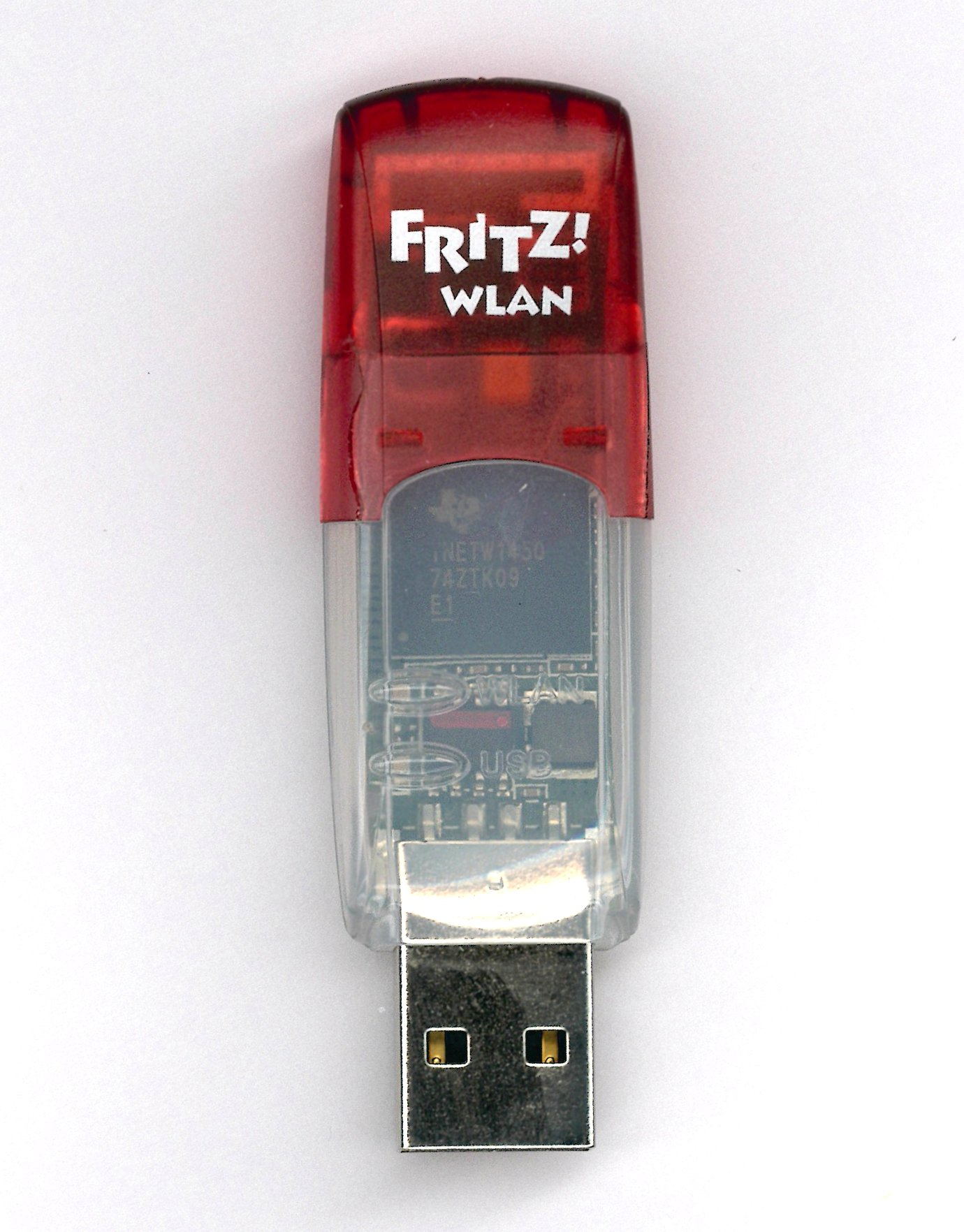
WLAN-USB-Stick
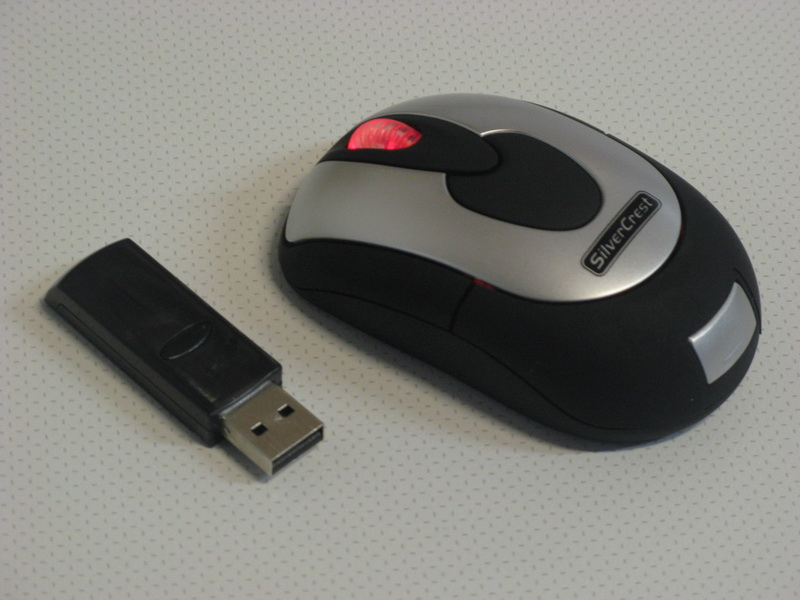
Funkmaus mit Empfangsgerät in Form eines USB-Sticks
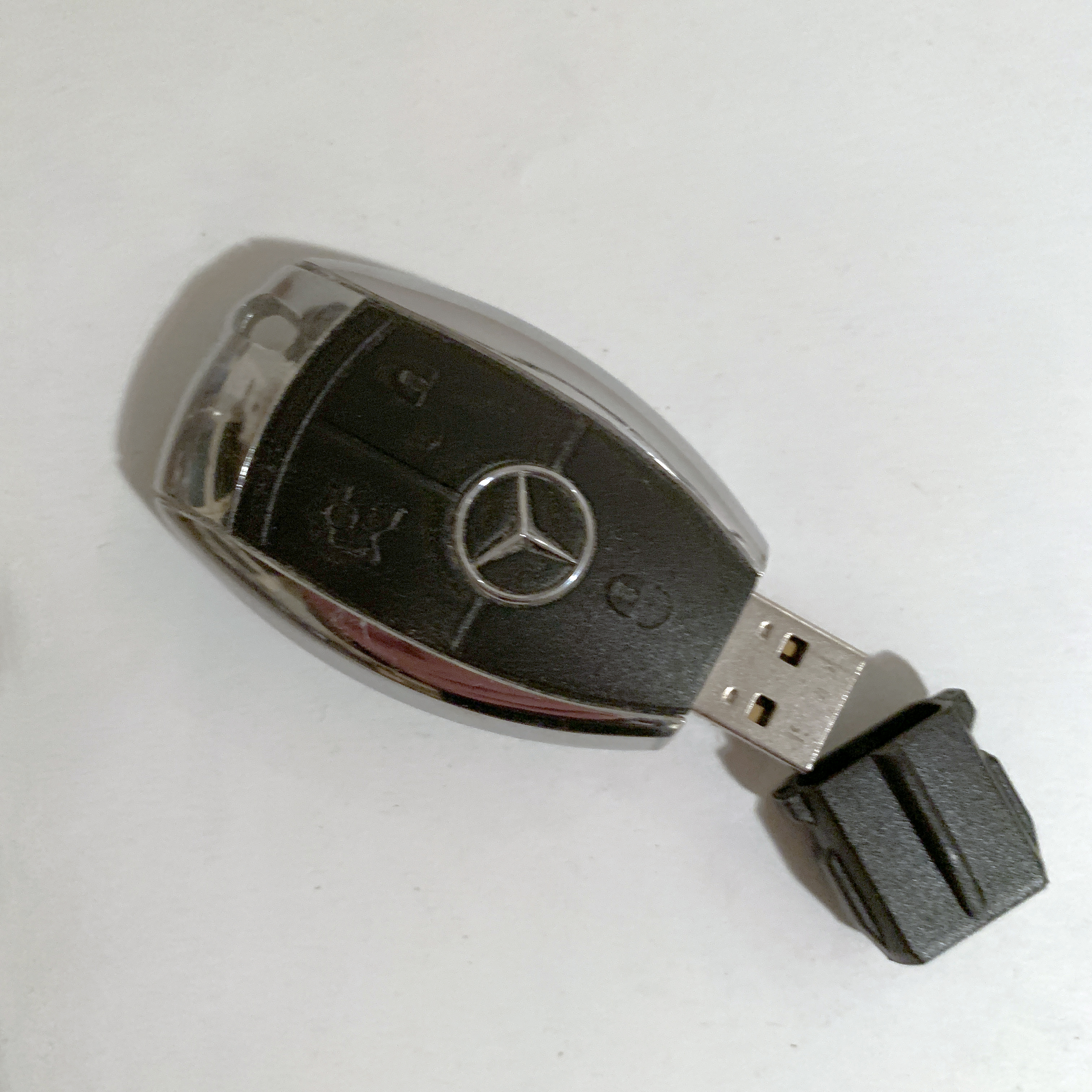
USB-Stick in Form eines PKW-Schlüssels
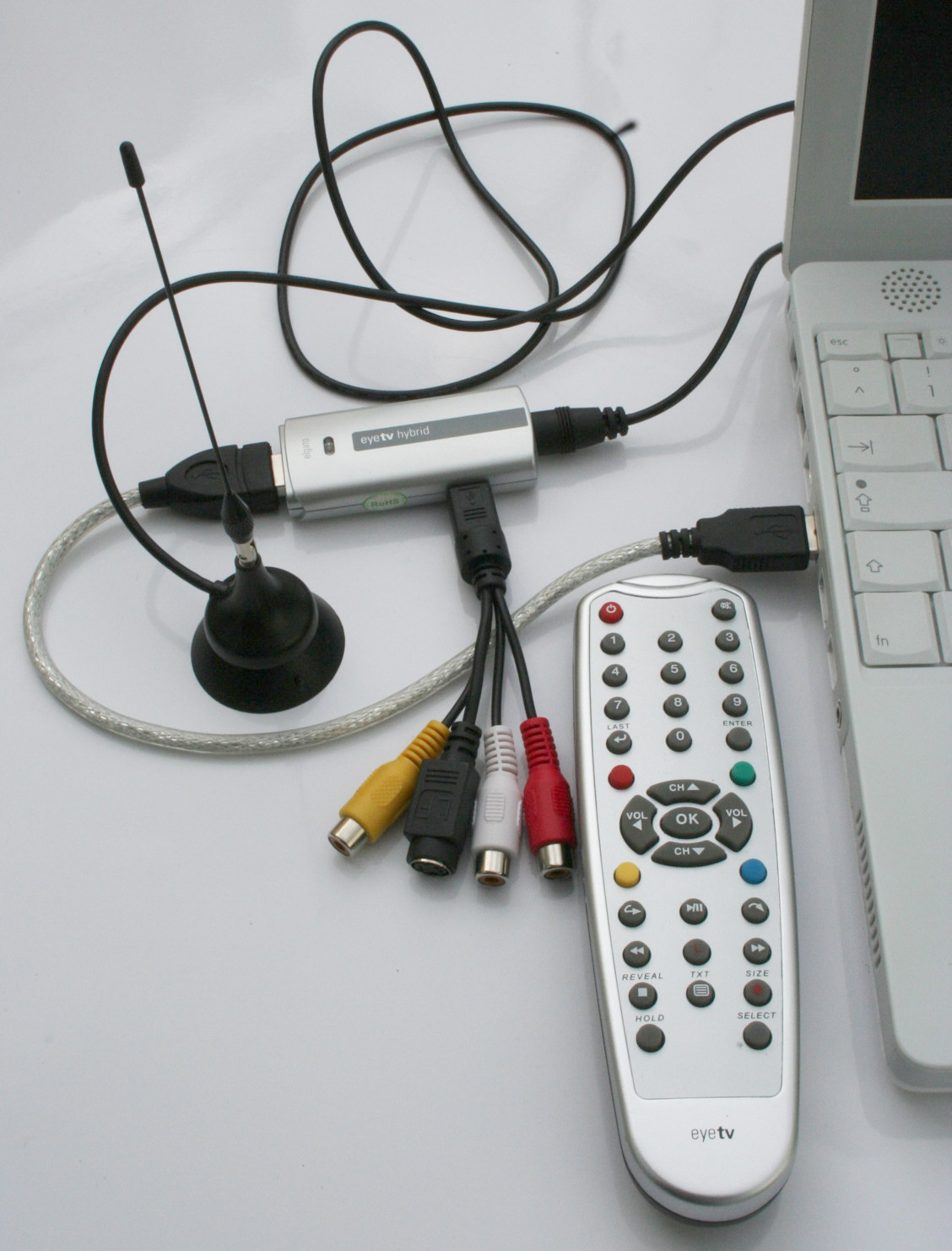
DVB-T-Stick mit Antenne, über ein kurzes USB-Verlängerungskabel betrieben
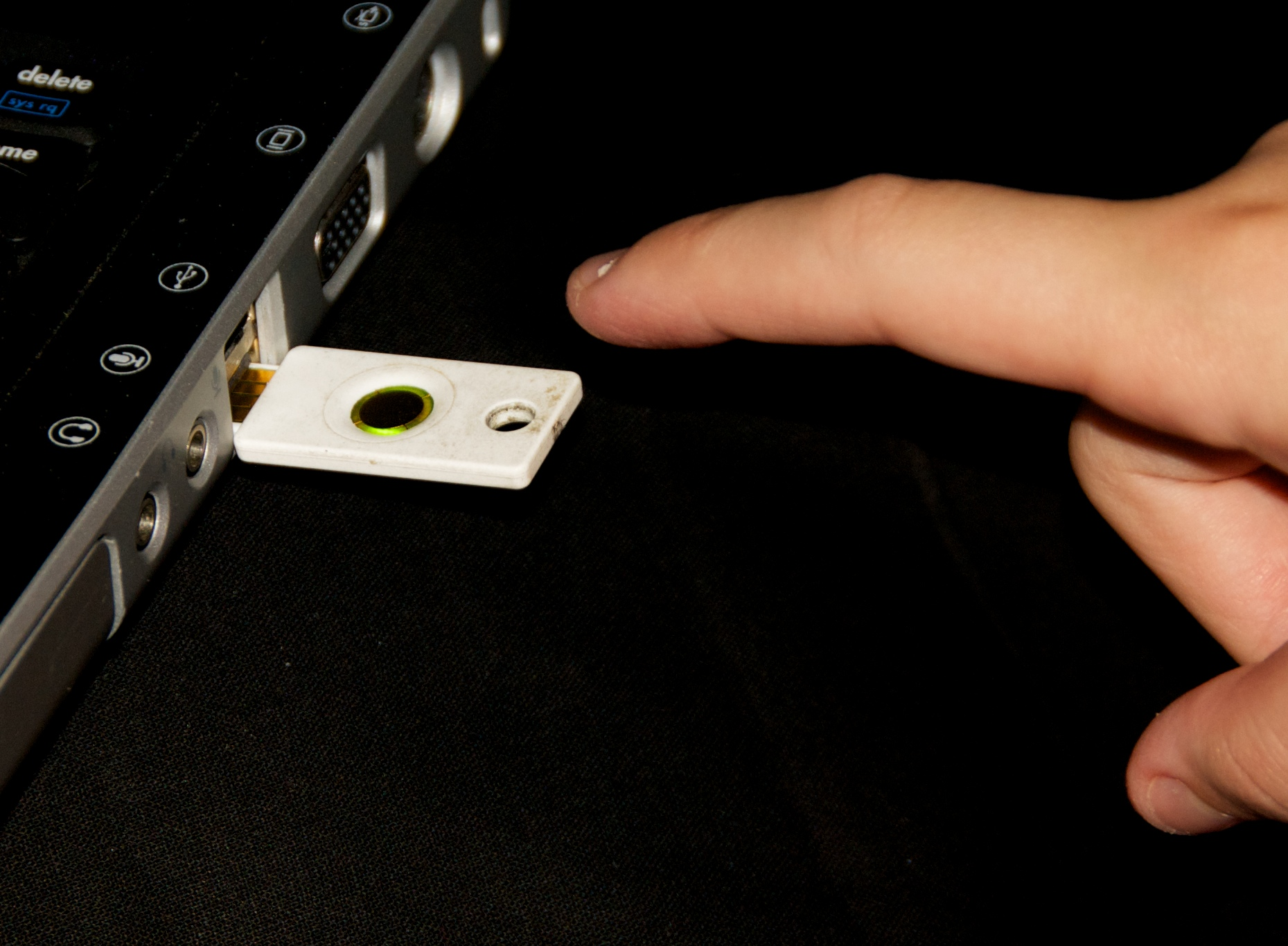
USB-Stick zur Nutzeridentifikation
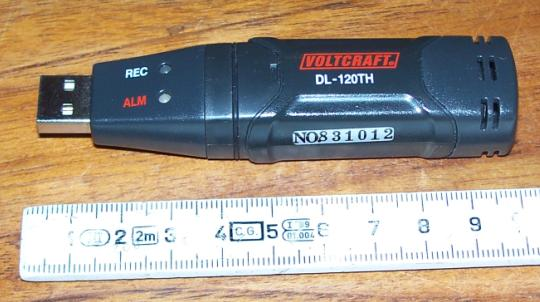
Logger für Temperatur und Luftfeuchtigkeit in Form eines USB-Sticks
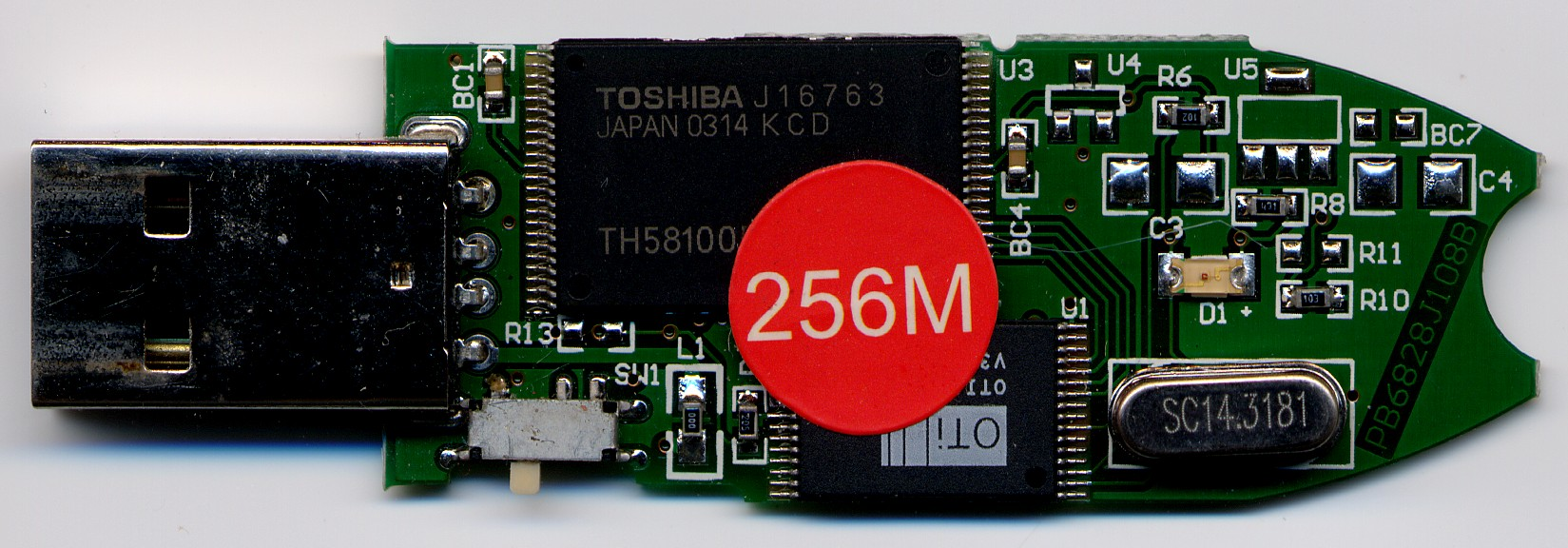
Innerer Aufbau eines USB-Speichersticks
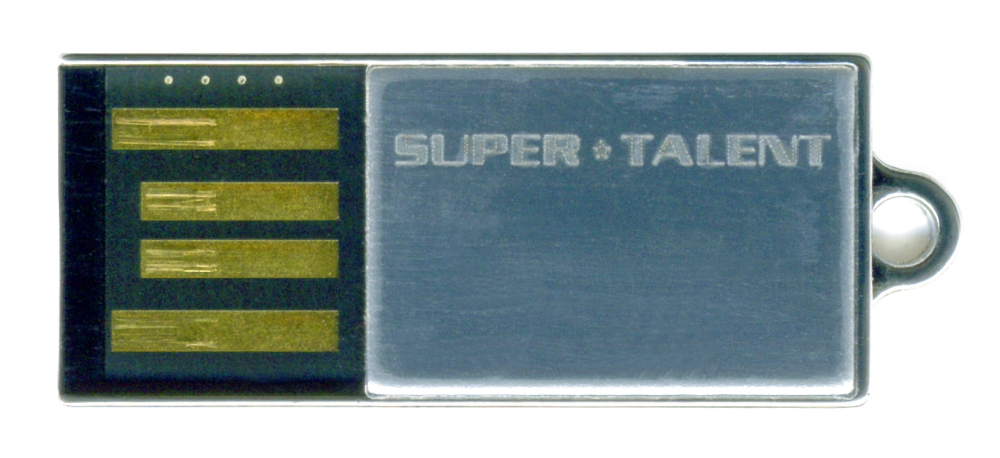
Besonders kompakter USB-Speicherstick (Gesamtlänge 31 mm)
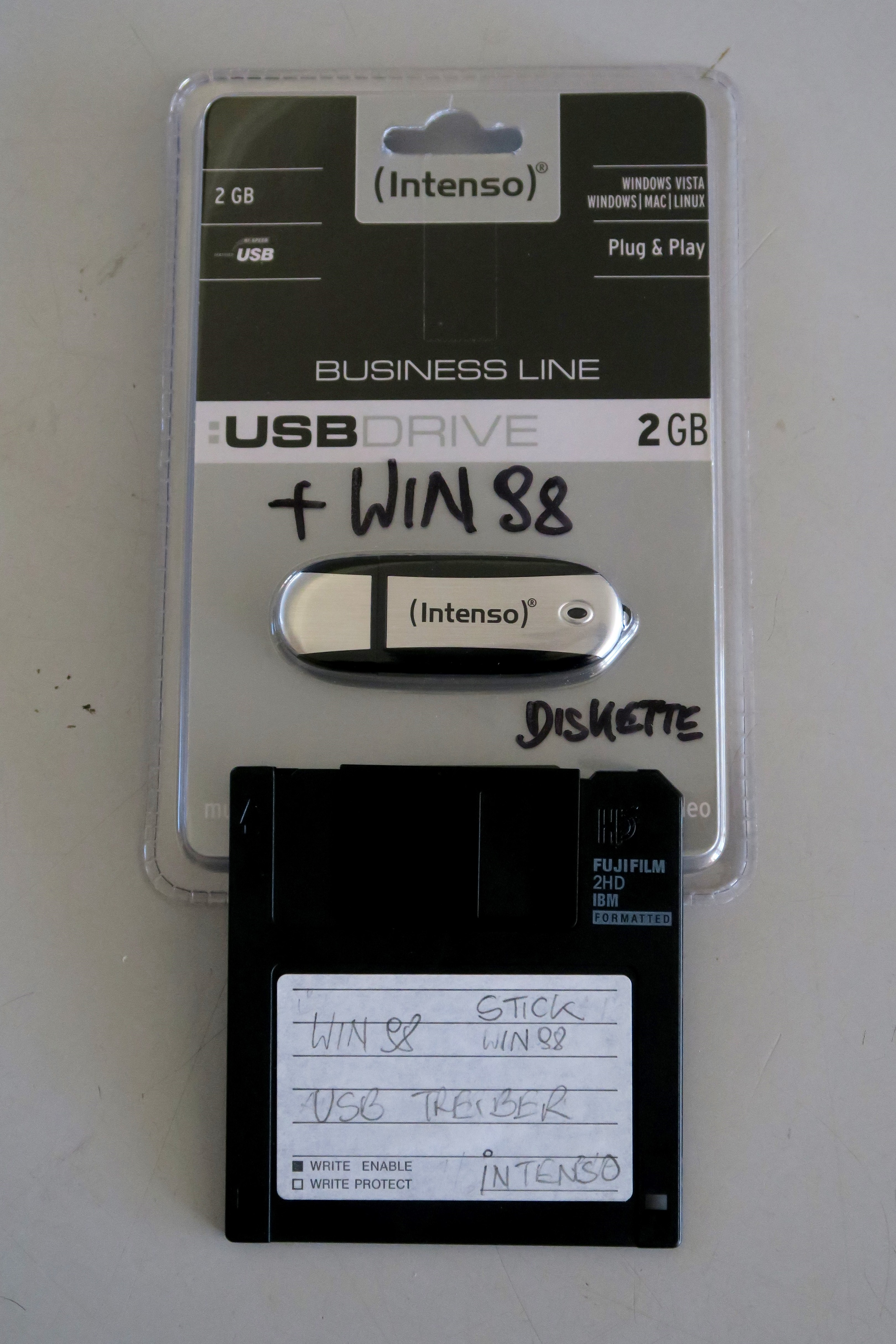
USB-Stick für Windows 98 SE mit Installations-Diskette